# Oskar Felsko
Oskar Eduard Daniel Felsko (* 17. Juni 1848 in Riga, Gouvernement Livland; † 1921 in Mitau, Lettland) war ein deutsch-baltischer Porträtmaler der Düsseldorfer Schule und Zeichenlehrer.

## Leben
Oskar Felsko, Sohn des Rigaer Stadtbaumeisters Johann Daniel Felsko und dessen Ehefrau Georgine Wilhelmine, geborene Groos, begann nach der Schule zunächst ein Studium der Pharmazie, das er bald zugunsten eines Studiums der Bildhauerkunst an der Kaiserlichen Kunstakademie in Sankt Petersburg aufgab. Doch auch dieses Fach behagte ihm nicht, so dass er in den 1870er Jahren nach Düsseldorf wechselte und bei Eduard Gebhardt Malerei studierte. 1879 kehrte er nach Riga zurück. Dort arbeitete er als Porträtmaler. Außerdem richtete er Zeichen- und Malkurse für Damen ein. 1880 übernahm er das Amt eines Konservators der städtischen Galerie Riga. Von 1884 bis 1891 betätigte er sich als Lehrer für Freihandzeichnen am Polytechnikum Riga. 1891 zog er nach Mitau, wo er ebenfalls als Porträtmaler und Lehrer wirkte.